# Victor Emilio Moscoso Cárdenas
Victor Emilio Moscoso Cárdenas, né le 21 avril 1846 à Cuenca et mort assassiné le 4 mai 1895 à Riobamba, était un prêtre catholique jésuite équatorien. Professeur d'un collège à Riobamba, il est assassiné en haine de la foi chrétienne au cours de la Révolution libérale. Il est vénéré comme bienheureux par l'Église catholique.

## Biographie

### Vie religieuse
En 1864, à 18 ans, Victor Moscoso entre au noviciat des jésuites à Cuenca. Il débute sa vie religieuse dans un contexte politique tendu, étant donné que les jésuites ont été exilé pendant plusieurs années par le gouvernement anticlérical.
A la fin de son noviciat, en 1866 il prononce ses premiers vœux religieux. L'année suivante il est nommé professeur de grammaire et de rhétorique à l'école San Felipe Neri de Riobamba. De 1892 à sa mort, il occupera la fonction de recteur de l'école. Les témoignages le décrivent comme un homme humble et profond, ne cherchant pas la notoriété, mais toujours soucieux de bien faire son travail, au service des jeunes qui lui étaient confiés.

### Le martyre
En 1895, la révolution libérale éclate en Équateur, marquée notamment par la haine contre le clergé. Le 2 mai, les miliciens libéraux encerclent le collège San Felipe Neri, y tenant en otage les pères jésuites. Victor Emilio Moscoso apprend cet évènement alors qu'il est en déplacement. Il se rend immédiatement au collège, se faisant volontairement otage des miliciens, par souci de ne pas abandonner ses frères prêtres dont il a la responsabilité. Après une nuit sans électricité ni vivres, le collège est libéré le lendemain sous la pression populaire.
Toutefois, le 4 mai, les troupes libérales reviennent à la charge et prennent d'assaut le collège. Après avoir exécuté du personnel, ils vandalisent la chapelle et profanent le Saint Sacrement. Ils tirent sur les hosties consacrées et les piétinent. Ils s'enivrent en se servant des calices et parodient les prêtres prêchant.
Le Père Moscoso, à genoux devant le crucifix de sa chambre, récite son chapelet en attendant la mort. Lorsque les révolutionnaires font irruption dans sa cellule, il ne montre pas de résistance, et se laisse tuer par deux balles à bout portant. Les meurtriers profanent son corps, échangent son chapelet encore à ses mains par un fusil. Puis ils traînèrent son cadavre dans la rue avec beaucoup de violence.

## Vénération

### Béatification

#### Reconnaissance du martyre
La cause pour la béatification et la canonisation de Victor Moscoso est ouverte le 4 mai 2000, à Riobamba. L'enquête diocésaine récoltant les témoignages sur sa vie et les conditions de sa mort se clôture le 14 octobre 2005, puis est envoyée à Rome pour y être étudiée par la Congrégation pour les causes des saints.
Après le rapport positif des différentes commissions sur la sainteté et le martyre de Victor Moscoso, le pape François reconnait, le 12 février 2019, qu'il est mort 'en haine de la foi', le déclarant ainsi martyr. Il signe alors le décret permettant sa béatification.
Victor Moscoso a été solennellement proclamé bienheureux le 16 novembre 2019, au cours d'une messe célébrée dans le stade olympique de Riobamba, par le cardinal Giovanni Angelo Becciu. Plusieurs milliers de personnes y assistèrent, dont le vice-président Otto Sonnenholzner.

### Culte
Victor Emilio Moscoso est le cinquième équatorien à avoir été élevé à la gloire des autels, après :
- Maríana de Paredes y Flores, sainte depuis 1950
- Miguel Febres Cordero, saint depuis 1984
- Narcisse de Jésus Martillo Morán, sainte depuis 2008
- Mercedes de Jesús Molina, bienheureuse depuis 1985

## Sources
- (es) Isabel Orellana Vilches, « Ecuador: El padre Emilio Moscoso Cárdenas será beato », sur zenit.org, Zenit, 15 février 2019.
- « Bienheureux Salvador Victor Emilio Moscoso Cárdenas », sur nominis.cef.fr.